# Consolidated C-87 Liberator Express
El Consolidated C-87 Liberator Express fue un derivado de transporte del bombardero pesado B-24 Liberator, construido durante la Segunda Guerra Mundial para las Fuerzas Aéreas del Ejército de los Estados Unidos. Se construyeron un total de 287 C-87 junto con los B-24 en la factoría de Consolidated Aircraft en Fort Worth, Texas. La planta también había desarrollado y entregado un entrenador de ingenieros de vuelo de las USAAF designado AT-22, un transporte VIP de la Armada de los Estados Unidos designado RY, y un transporte VIP de la Real Fuerza Aérea británica designado Liberator C.IX. El último desarrollo fue una versión de cola simple contratada por la Armada estadounidense con fuselaje extendido. Construido en San Diego, la designación de la Armada estadounidense fue RY-3.

## Diseño y desarrollo
El C-87 fue diseñado urgentemente a principios de 1942, para cubrir la necesidad de un transporte pesado de carga y personal con gran alcance y mejores prestaciones a gran altura que el C-47 Skytrain, el avión de transporte más ampliamente disponible de las Fuerzas Aéreas del Ejército de los Estados Unidos de la época. La producción comenzó en 1942.
El primer prototipo del C-87 fue el 41-11608. El diseño incluía varias modificaciones, incluyendo la eliminación de las torretas de armas y otro armamento, junto con la instalación de un piso de carga reforzado, incluyendo un piso corrido a través de la bodega de bombas. El compartimiento acristalado del tripulante bombardero del B-24 fue reemplazado por una cubierta metálica con bisagras para permitir la carga frontal. Se añadió una puerta de carga en el lado de babor del fuselaje, justo por delante de la cola, y se le dotó de una hilera de ventanas a lo largo de cada lado del fuselaje.
El C-87 podía ser equipado con asientos y estanterías desmontables para transportar personal o literas en lugar de carga. En su configuración final, el C-87 podía llevar entre 20 y 25 pasajeros ó 5443,11 kg. Debido a embotellamientos y carencias de la producción de guerra, muchos aviones C-87 fueron equipados con turbosobrecompresores que producían menos presión de impulso y potencia que los que equipaban a los B-24 destinados al combate, y el techo y régimen de ascenso se vieron afectados adversamente en consecuencia.

### Transporte VIP C-87A
En 1942 y 1943, varios aviones C-87 fueron convertidos en transportes de lujo de pasajeros vip añadiéndoles aislamientos, asientos acolchados, divisores y otras comodidades. El modificado avión era capaz de llevar 16 pasajeros, y se le dio la designación C-87A. Un C-87A en particular, matrícula 41-24159, fue convertido exclusivamente en 1943 en transporte VIP presidencial, el Guess Where II, destinado a transportar al Presidente Franklin D. Roosevelt en sus viajes internacionales. Si hubiera sido aceptado, habría sido el primer avión en ser usado en el servicio presidencial, o sea, el primer Air Force One. Sin embargo, el Servicio Secreto, tras revisar el controvertido historial de seguridad del C-87 en servicio, se negó rotundamente a aprobar el Guess Where II como transporte presidencial. El Guess Where II fue luego usado para transportar dirigentes de la administración Roosevelt. En marzo de 1944, el Guess Where II transportó a Eleanor Roosevelt en una gira de buena voluntad por varios países latinoamericanos.

### XC-87B
Un B-24D dañado, el 42-40355, se convirtió en lo que es referido como XC-87B con fuselaje extendido y paquetes motrices de baja cota. Este transporte, "Pinocchio" como fue conocido, fue más tarde convertido con una cola simple y paquetes motrices del tipo Privateer. No debe ser confundido con el cancelado proyecto XC-87B, que fue un propuesto transporte armado.

## Historia operacional

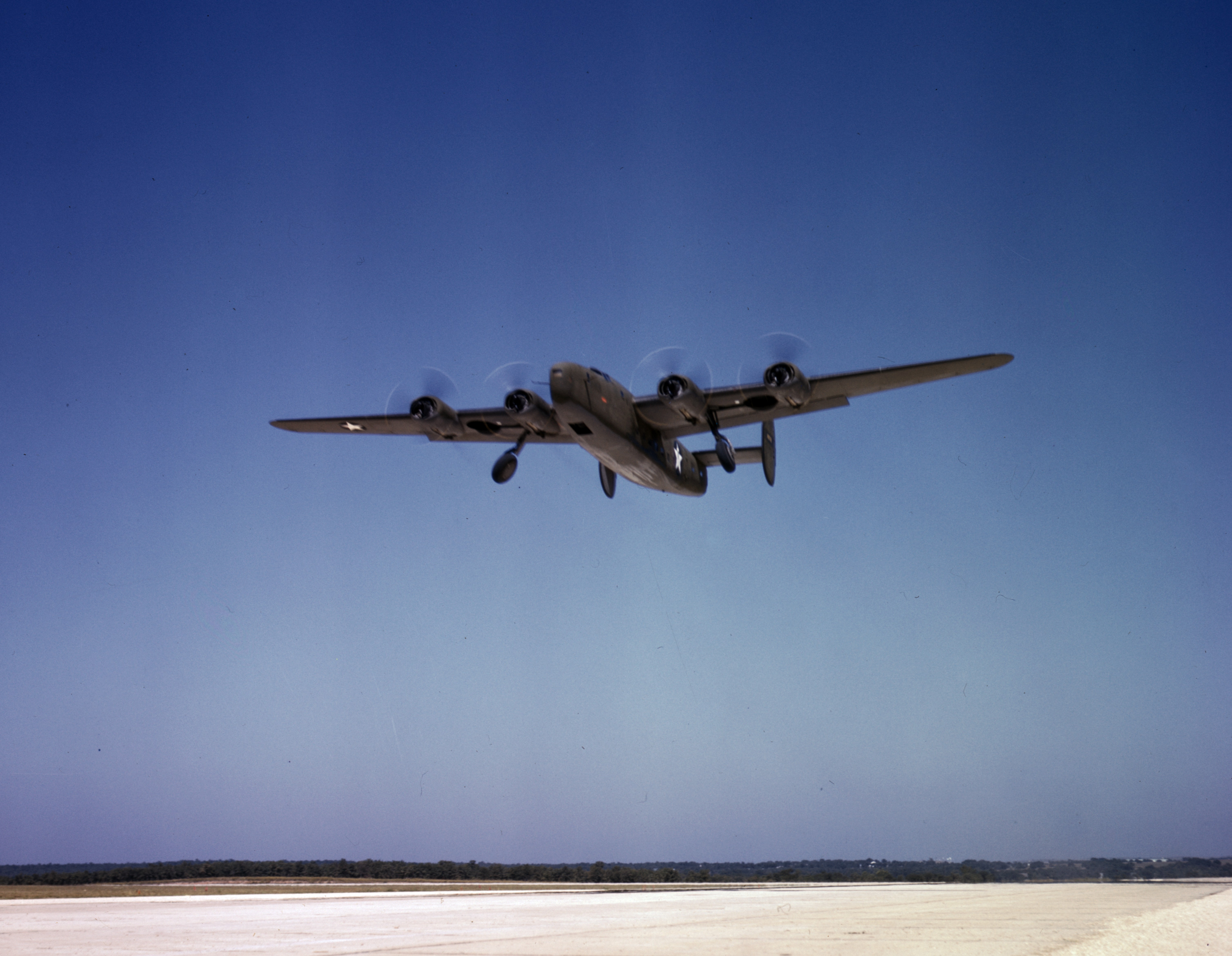
Un C-87 Liberator Express despega desde Fort Worth, Texas, en un vuelo de pruebas en octubre de 1942.

La mayoría de C-87 fue operada por el Mando de Transporte Aéreo estadounidense y volada por antiguas tripulaciones civiles de transportistas civiles estadounidenses. Los aviones fueron usados inicialmente en rutas transoceánicas demasiado largas para ser voladas por el C-47. Después de la invasión japonesa de Birmania en 1942, el C-87 fue usado para volar material de guerra desde la India hasta las fuerzas estadounidenses o chinas sobre "La Joroba", la traicionera ruta aérea que cruzaba el Himalaya. Cuando la ruta fue establecida, el C-87 era el único transporte estadounidense fácilmente disponible con prestaciones de gran altitud lo suficientemente buenas para volar esta ruta al tiempo que llevaba una gran carga.
El C-87 estaba plagado de numerosos problemas y sufrió de una pobre reputación entre sus tripulaciones. El veterano piloto de aerolínea y escritor Ernest K. Gann, en sus memorias de 1961 Fate is the Hunter, escribió: "Eran unos malvados artilugios bastardos, nada que ver con el relativamente eficiente B-24, excepto en la apariencia". Las quejas se centraban en los fallos de los sistemas eléctrico e hidráulico con frío extremo o a gran altitud, una desconcertantemente frecuente pérdida de toda la iluminación de cabina durante los despegues, y un sistema de calefacción de la cubierta de vuelo que producía un calor sofocante o no funcionaba.
El C-87 no ascendía bien cuando estaba muy cargado, una característica peligrosa cuando se volaba desde los campos poco preparados y empapados por la lluvia de la India y China; muchos se perdieron en los despegues con la pérdida de solo un motor. El libro de Gann cuenta una casi colisión contra el Taj Mahal tras el despegue de un C-87 sobrecargado que tuvo que desplegar precipitadamente los flaps a tope para aumentar la altitud del avión y evitar el edificio. Los depósitos de combustible auxiliares de largo alcance del avión estaban comunicados por improvisados y a menudo goteantes conductos de combustible que cruzaban por el compartimiento de la tripulación, ahogando a las tripulaciones de vuelo con nocivos gases de gasolina y creando un peligro de explosión. El C-87 también tenía una tendencia a entrar en una pérdida o barrena incontrolable cuando se enfrentaba a condiciones de formación de hielo incluso templadas, un caso frecuente sobre el Himalaya. Gann dijo que "no podían llevar suficiente hielo ni para enfriar un whisky soda".
El avión también se podía volver inestable en vuelo si su centro de gravedad cambiaba debido a una carga incorrecta. Su inestabilidad longitudinal estaba originada en la apresurada conversión del avión de bombardero a transporte de carga. A diferencia de un transporte de carga normal, que era diseñado desde el principio con un compartimiento de carga continuo con un margen de seguridad para variaciones anteriores y posteriores a la carga, los soportes para bombas y las bodegas de bombas en el diseño del B-24 estaban fijas en su posición, limitando mucho la habilidad del avión para tolerar una carga incorrecta. Este problema se agravaba por las exigencias de guerra y el fracaso del Mando de Transporte Aéreo de las USAAF en instruir a los maestros de carga en las peculiaridades del C-87. Los orígenes del diseño como bombardero también se consideran como culpables del frecuente colapso de la rueda de morro; su dureza era adecuada para un avión que lanzaba su carga en vuelo antes de aterrizar en una pista bien mantenida, pero se probó marginal para un avión que realizaba repetidos aterrizajes bruscos en toscas pistas no preparadas con pesadas cargas.
A pesar de sus deficiencias e impopularidad entre sus tripulaciones, el C-87 fue valorado por la fiabilidad de sus motores Pratt & Whitney, su velocidad superior que le permitía mitigar significativamente el efecto de los vientos frontal y cruzado, un techo de vuelo que le permitía superar a la mayoría de los frentes meteorológicos, y un alcance que permitía a sus tripulaciones volar patrones de "frente de presión" que cazaban vientos favorables. El C-87 nunca fue totalmente desplazado en sus rutas aéreas por el Douglas C-54 Skymaster y Curtiss C-46 Commando, que ofrecían prestaciones similares combinadas con mayor fiabilidad y características de vuelo más benignas. Algunos aviones C-87 supervivientes fueron convertidos en transportes VIP o entrenadores de tripulaciones de vuelo, y varios otros fueron vendidos a la Real Fuerza Aérea.

## Variantes

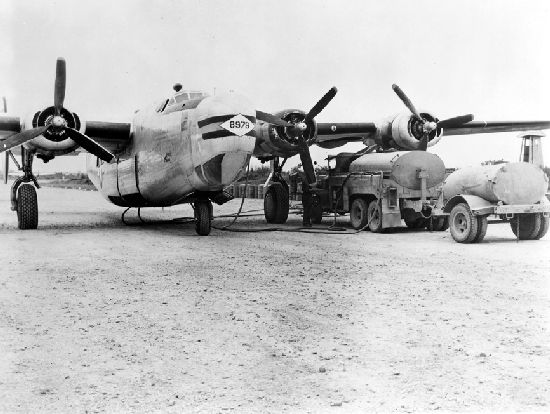
Un cisterna C-109 descargando.

C-87
Variante de transporte de las USAAF del B-24D con asientos para 25 pasajeros, 278 construidos.
C-87A
Versión VIP para 16 pasajeros, tres para las USAAF y tres para la Armada estadounidense como RY-1.
C-87B
Variante armada propuesta, no construida.
XC-87B
Conversiones con compartimento delantero alargado y paquetes motrices del tipo LB-30 de baja cota. Más tarde, paquetes motrices del tipo PB4Y-2 y cola simple (ver RY-3/C-87C), 42-40355 (total: 1 conversión).
C-87C
Variante propuesta de las USAAF del RY-3, designación no usada.
C-109
Versión cisterna especializada del B-24, con seis depósitos adicionales de combustible, llevando 9084,98 l del mismo.
RY-1
Designación de la Armada estadounidense para tres antiguos C-87A de las USAAF equipados para transportar 16 pasajeros.
RY-2
Cinco antiguos C-87 de las USAAF equipados para transportar 20 pasajeros, otros 15 más fueron cancelados.
RY-3
Un C-87 con cola simple y el fuselaje alargado 2,13 m del PB4Y-2 Privateer. Fueron construidos 39, y fueron usados por el No. 231 Squadron del Mando de Transporte de la RAF, el Cuerpo de Marines, y uno fue usado por la RCAF.
AT-22
Cinco C-87 usados para entrenamiento de ingenieros de vuelo, más tarde designados TB-24D.
Liberator C.IX
Designación de la Real Fuerza Aérea para 26 RY-3 suministrados bajo los Acuerdos de Préstamo-Arriendo. La designación significa "(avión de) Carga Modelo 9".

## Operadores
Estados Unidos
- Fuerzas Aéreas del Ejército de los Estados Unidos
- Armada de los Estados Unidos
- Cuerpo de Marines de los Estados Unidos

 India
- Fuerza Aérea India: Dos aviones C-87 recuperados de un cementerio de aviones en Kanpur formaron el No.102 Survey Flight.[5]

 Reino Unido
- Real Fuerza Aérea británica
  - No. 231 Squadron RAF

## Especificaciones
Referencia datos: 

### Características generales
- Tripulación: Cuatro (piloto, copiloto, navegador, radio operador)
- Capacidad: 25 pasajeros o 2721,56 kg de carga para vuelos transatlánticos y máximo de 4535,93 kg para vuelos cortos
- Longitud: 20,2 m (66,3 ft)
- Envergadura: 33,5 m (110 ft)
- Altura: 5,2 m (17,1 ft)
- Superficie alar: 97,4 m² (1048 ft²)
- Peso vacío: 13 900,4 kg (30 636,4 lb)
- Peso cargado: 25 401,2 kg (55 984,2 lb)
- Planta motriz: 4× motor radial de 9 cilindros refrigerado por aire con turbosobrealimentadores General Electric Pratt & Whitney R-1830-43.
  - Potencia: 895 kW (1234 HP; 1217 CV) a 2700 rpm para el despegue cada uno.

### Rendimiento
- Velocidad máxima operativa (Vno): 482,8 km/h a 7600 m
- Alcance: 2253 km al 60% de potencia, 346 km/h a 3000 m
- Alcance en ferry: 5311 km a 346 km/h a 3000 m
- Techo de vuelo: 8500 m (27 887 ft) con un peso al despegue de 25 000 kg
- Tiempo a altitud: 6100 m en 60 min

## Aeronaves relacionadas

### Desarrollos relacionados
- Commando (avión)
- Consairway
- Consolidated B-24 Liberator
- Consolidated PB4Y-2 Privateer
- R2Y Liberator Liner

### Aeronaves similares
- Boeing C-108 Flying Fortress
- Avro Lancastrian

### Secuencias de designación
- Secuencia C-_ (Aviones de Carga del USAAC/USAAF/USAF, 1924-1962): ← C-84 - C-85 - C-86 - C-87 - C-88 - C-89 - C-90 -- C-106 - C-107 - C-108 - C-109 - C-110 - C-111 - C-112 →
- Secuencia AT-_ (Entrenadores Avanzados del USAAC/USAAF, 1925-1947): ← AT-19 - AT-20 - AT-21 - AT-22 - AT-23 - AT-24
- Secuencia R_Y (Aviones de Transporte de la Armada estadounidense, 1931-1962 (Consolidated, 1926-1954)): RY - R2Y - R3Y - R4Y